# Richard Champernowne
Richard Champernowne (ou Champernown, c.1558 Modbury, Devon - 1622) foi um MP na Cornualha, representando o eleitorado de West Looe. Ele foi eleito nas eleições gerais de 1586 no Reino Unido, mas não voltou ao Parlamento após a próxima eleição.